# Lenarchus devius
Lenarchus devius là một loài Trichoptera trong họ Limnephilidae. Chúng phân bố ở miền Cổ bắc.